# Andwil (St. Gallen)
Andwil − miejscowość i gmina we wschodniej Szwajcarii, w kantonie St. Gallen, w okręgu St. Gallen.

## Demografia
W Andwilu mieszka 2 087 osób. W 2021 roku 6,2% populacji gminy stanowiły osoby urodzone poza Szwajcarią. 